# Okręty patrolowe typu Famous
Okręty patrolowe typu Famous – amerykańskie okręty patrolowe, które zaczęły wchodzić w skład United States Coast Guard w 1983. Zbudowano 13 okrętów tego typu.

## Historia
Prace nad nowymi kutrami patrolowymi dla Straży Wybrzeża Stanów Zjednoczonych rozpoczęły się w grudniu 1976. Nowe okręty miały zastąpić w służbie okręty patrolowe typu Secretary które zbudowano przed II wojną światową. Okręty projektowano z myślą o wypełnianiu misji ratowniczych, patrolowych i ochrony strefy ekonomicznej. W razie konieczności okręty mogły być także przystosowane do wykonywania zadań ZOP. W celu ograniczenia kosztów budowy i eksploatacji zdecydowano, że jednostki typu Famous będą mogły rozwijać prędkość jedynie 20 węzłów. W przypadku pościgu za szybkimi jednostkami stosowanymi do przemytu narkotyków, okręty miały używać szybkich łodzi pneumatycznych przenoszonych na pokładzie rufowym. Okręty wyposażono w lądowisko i hangar dla śmigłowca. Głównym typem maszyn używanych głównie w misjach ratowniczych miały być produkowane na francuskiej licencji w Stanach Zjednoczonych śmigłowce HH-65 Dolphin.
Budowa pierwszego okrętu typu USCGC "Bear" rozpoczęła się w stoczni Tacoma Boatbuilding Company 23 sierpnia 1979. Wodowanie miało miejsce 25 września 1980, wejście do służby 4 lutego 1983. Ostatni okręt serii USCGC "Mohawk" wszedł do służby w marcu 1991.
Wszystkie okręty po wejściu do służby stacjonują w rejonie wschodniego wybrzeża Stanów Zjednoczonych. Do głównych zadań okrętów w tym rejonie należy walka z przemytem narkotyków, a także udział w akcjach ratunkowych.